# Mille Plateaux (etichetta discografica)
Mille Plateaux è un'etichetta discografica tedesca, di proprietà e distribuita da TOTAL RECALL, di musica elettronica specificatamente indirizzata nella musica sperimentale. Essa è stata intensamente influenzata, se non addirittura formata, da Millepiani libro nato dalla collaborazione di Gilles Deleuze e Félix Guattari.